# Aufstand der Marschälle

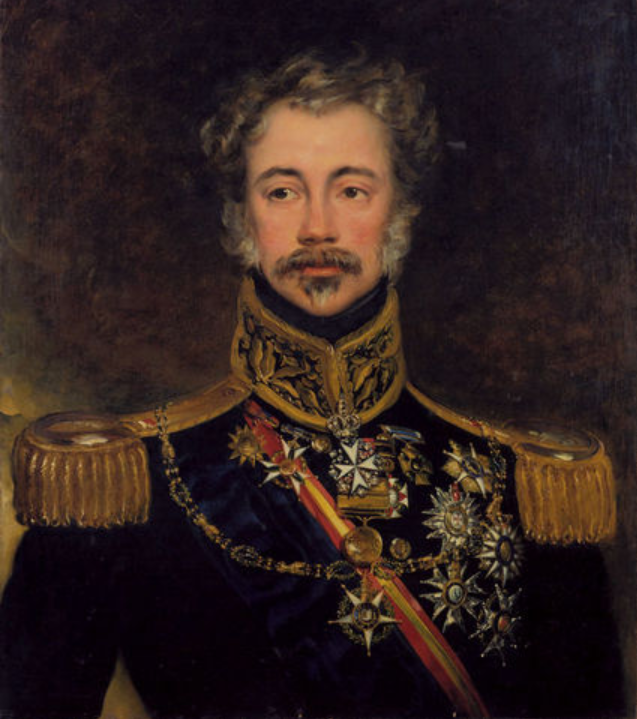
Duque de Saldanha

Unter Aufstand der Marschälle versteht man in der portugiesischen Geschichte einen Putschversuch konservativer cartistischer Truppenteile gegen die setembristische Regierung im Juli 1837.
Seit der Septemberrevolution von 1836 wurde Portugal von linksliberalen – setembristischen – Ministerpräsidenten regiert. Die Cartisten konnten sich damit nie abfinden, sie hatten auch Königin Maria II. auf ihrer Seite. Nachdem ein erster Putschversuch 1836, die sogenannte belenzada, gescheitert war, versuchten sie es im darauffolgenden Jahr erneut. Der Aufstand erhielt den Namen Aufstand der Marschälle, da die drei führenden Verschwörer, die Herzöge von Terceira, Palmela und Saldanha alle drei Helden des Miguelistenkrieges waren, und deshalb hohe militärische Posten bekleideten. Die setembristische Regierung des Markgrafen von Sá da Bandeira konnte den Aufstand allerdings niederschlagen. Er endete offiziell am 7. Oktober 1837 mit dem Vertrag von Chaves (Convenção de Chaves), die drei aufständischen Marschälle mussten sich ins Exil begeben. Erst als die Setembristen im darauf folgenden Jahr anlässlich des Inkrafttretens der neuen setembristischen Verfassung eine allgemeine Amnestie dekretierten, konnten sie in das Königreich Portugal zurückkehren.
Siehe auch: Geschichte Portugals, Zeittafel der Geschichte Portugals